# خطای مهلک
خطای مهلک (به انگلیسی: Fatal error) پیام خطایی است که باعث سقط شدن یک برنامه می‌شود و کاربر را به سیستم‌عامل بازمی‌گرداند. وقتی که چنین خطایی رخ می‌دهد، اطلاعاتی که برنامه در حال پردازش آن بوده ممکن است از دست بروند. خطای مهلک معمولاً در این موارد رخ می‌دهد:
- سعی در اجرای یک دستورالعمل غیرمجاز شود.
- داده یا کد نامعتبر در دسترس قرار گیرد.
- یک عملیات در حلقه یا حالت جاری پردازنده مجاز نباشد.
- برنامه سعی در تفسیم کردن یک عدد بر صفر بکند.

در بعضی از سیستم‌عاملها مانند مایکروسافت ویندوز یا مک اواس ده، بعد از وقوع یک پیغام خطا، هسته تصویر (به انگلیسی: image) فرایند در حافظه را بر روی دیسک روبرداری می‌کند. این تصویر که به core dump معروف است، می‌تواند برای خطایابی و کشف اشکالات برنامه مورد استفاده قرار گیرد.